# Platyplectrum spenceri
Platyplectrum spenceri är en groddjursart som först beskrevs av Parker 1940.  Platyplectrum spenceri ingår i släktet Platyplectrum och familjen Limnodynastidae. IUCN kategoriserar arten globalt som livskraftig. Inga underarter finns listade i Catalogue of Life.